# Стефан Денолюбов
Стефан Денолюбов Николов е български актьор.

## Биография
Роден е на 22 януари 1968 г. във Варна. Завършва актьорско майсторство във ВИТИЗ „Кръстьо Сарафов“ през 1993 г.

## Филмография
- „Блок“ (2023)
- „Чалга“ (2023)
- „Уроците на Блага“ (2023)
- „Блаженият“ (2021) - Петко
- „Чичо Коледа“ (2021) – Сашо
- „Като за последно“ (2021) – Венци
- „Ятаган“ (2020) – инспектор Попов
- „Пепел върху слънцето“ (2020) – д-р Монов
- „Дяволското гърло“ (2019) – Патолог/Съдебен лекар
- „В кръг“ (2019) – Марин
- „Малко късмет за по-късно“ (2017) – Васил
- „Посоки“ (2017) – Никола
- „Възвишение“ (2017) – Али Чауш
- „Слава“ (2016) – Цанко Петров
- „Докато Ая спеше“ (2015)[1] – Асен
- „Урок“ (2014) – паричен кредитор
- „Скок“ (2012) – Гошо
- „Етажна собственост“ (2011) – Жоро Балабанов; безработен майстор
- „Аварийно кацане“ (тв, 2010) – Аспарух Димитров – „Пухи“
- „Хъшове“ (2009)
- „Хълмът на боровинките“ (2001) – музикант
- „Клиника на третия етаж“ (1999) – Стефан (в 11 серии)
- „Граница“ (1994)